# Aharen-san wa Hakarenai
Aharen-san wa Hakarenai (яп. 阿波連さんははかれない) — японская манга написанная и проиллюстрированная Асато Мидзу. Печаталаась в журнале Shōnen Jump+ с января 2017 по апрель 2023 и была собрана в семнадцать танкобонов. Аниме-сенриал был создан студией Felix Film и выходил в эфир с апреля по июнь 2022 года на Animeism.
Премьера второго сезона состоялась в апреле 2025 года.

## Сюжет
На первом году обучения старшей школы, для Райдо Мацубоси не так легко найти друзей. Однажды на уроке Райдо пытается заговорить с одноклассницей и думает, что она его игнорирует, но позже понимает, что одноклассники отвергали её из-за навязчивости, неловкости и робости. Райдо решает помочь Рэйне Ахарэн, выбраться из своей скорлупы и подружиться с ней, чего бы ему это ни стоило, и, в свою очередь, выбраться из своей собственной скорлупы.

## Персонажи
Рэйна Ахарэн (яп. 阿波連 れいな Aharen Reina)
Сэйю: Инори Минасэ (японский), Дэни Чэмберс (английский)
Невыразительная ученица средней школы, талантливая во многих областях, таких как кулинария и искусство. Подружилась с одноклассником по имени Райдо. На третьем году обучения в старшей школе она хочет поступить в школу искусств в другой префектуре.
Райдо (яп. 来堂 Raido)
Сэйю: Тэрасима, Такума (японский), Бен Бальмаседа (английский)
Невыразительный ученик средней школы, склонный к излишней задумчивости. Одноклассник Рэйны. Он понимает, что у него страшное лицо, из-за которого он не смог завести друзей в младших классах. Однако, несмотря на своё лицо, он добрый и внимательный человек, который ставит свою семью и друзей выше себя.
Мицуки Осиро (яп. 大城 みつき Ōshiro Mitsuki)
Сэйю: Мао Итимити (японский), Кристен МакГуайр (английский)
Старшеклассница высокого роста, училась в одном классе с Рэйной и Рику в начальной школе. Поначалу настороженно относилась к Райду из-за его страшного лица, но вскоре открылась ему после того, как Рэйна рассказала ей о положительных сторонах Райду. Она хорошо владеет боевыми искусствами, умеет прятаться, следить и ухаживать за собой. Её родители владеют парикмахерской.
Учитель Тобару (яп. 桃原先生 Tōbaru-sensei)
Сэйю: Кана Ханадзава (японский), Кэтлин Барр (английский)
Учительница классической японской литературы, которая также является учительницей главных героев во время их второго года обучения. У неё есть привычка пускать кровь из носа, когда она смотрит на пару Райду-Ахарэн, потому что она считает их «здоровыми». Она лучшая подруга Мияхиры-сенсея и обычно проводит с ней много свободного времени.
Исикава (яп. 石川)
Сэйю: Тэцуя Какихара (японский), Кевин Д. Телвелл (английский)
Одноклассник и друг Райдо и друг детства Ханако. Он очень популярен среди своих сверстников, но у него есть комплекс неполноценности, из-за которого он отдаляется от Ханако.
Ханако Сато (яп. 佐藤 ハナコ Satō Hanako)
Сэйю: Томори Кусуноки (японский), Вероника Лаукс (английский)
Одноклассница и подруга Райдо, а так же подруга детства Исикавы. Её беспокоит отдалённость между ней и Исикавой.
Учительница Мияхира (яп. 宮平先生 Miyahira-sensei)
Сэйю: Юриэ Кодзакаи (японский), Тиа Баллард (английский)
Учитель физкультуры и учитель главных героев на первом курсе. Она лучшая подруга Тобару-сенсея. Она обеспокоена обжорством своей подруги, когда они вместе ужинают.
Младшая сестра Райдо (яп. ライドウ妹 Raidō Imōto)
Сэйю: Рика Нагаэ (японский), Джалица Дельгадо (английский)
Ученица средней школы, которая дружит с Эру. Несмотря на несколько холодное отношение к брату, на самом деле он ей очень дорог
Ацуси (яп. あつし)
Сэйю: Нацуми Фудзивара (японский), Брин Апприлл (английский)
Соседский мальчик, который боготворит брата и сестру Ахарэн и считает, что они талантливы в спорте и играх, что, впрочем, не всегда соответствует действительности. Вместе со своими друзьями он постоянно пристает к Ахарэн с просьбами научить их новым играм или поиграть с ними.
Футаба (яп. ふたば)
Сэйю: Мария Сасидэ (японский), Джилл Харрис (английский)
Подруга детства Ацуси, которая влюблена в него. Она ошибочно считает всю семью Ахарэн своими врагами, потому что они пытаются увести у неё друга. Она — цундере по отношению ко всем.
Рэн Ахарэн (яп. 阿波連 れん Aharen Ren)
Сэйю: Мисаки Куно (японский), Бриттни Карбовски
Младший брат Рэйны, который учится в начальной школе. Он любит переодеваться в свою сестру, но эта привычка вызывает много недоразумений между героями.
Эру Ахарэн (яп. 阿波連 える Aharen Eru)
Сэйю: Рина Хидака (японский), Натали Хувер
Младшая сестра Рэйны, которая учится в младшей школе. Она так же дружит с младшей сестрой Райдо, хотя, по иронии судьбы, враждебно относится к самому Райду. Со временем она, кажется, смягчается по отношению к Райдо, когда он постоянно демонстрирует свою доброту по отношению ко всем.
Аи Ахарэн (яп. 阿波連 あい Aharen Ai)
Мать Рэйны. Она одобряет отношения своей дочери с Райдо. Она очень заботится о своих детях и удерживает их от опасных поступков. Однако она склонна совершить что-то непредсказуемое, например скейтбординг или карточные игры.
Рику Таманаха (яп. 玉那覇 りく Tamanaha Riku)
Переведённая гяру-студентка на втором году обучения. Несмотря на свою внешность, она застенчивая и девушка-интроверт, которая просто хочет завести прочную дружбу. Она также была одноклассницей Рэйны и Мицуки в начальной школе, но не помнит Мицуки из-за частых переездов.
Учитель Хензан (яп. 平安山先生 Henzan-sensei)
Учительница английского языка и учитель главных героев в последний год их обучения в старшей школе. Она новый учитель, страстно любящий образование, и в работе с парой Райдо-Ахарэн, которых она ошибочно считает правонарушителями, использует государственные учебные планы. Её отличительной чертой является двойной зуб.
Такаси (яп. たかし Takashi)
Ученик начальной школы, несмотря на свой гакуран, яркую причёску и делинквентную манеру речи. Проиграв дуэль Райдо в парке, стал поклоняться ему, как своему «мастеру». На самом деле он добрый мальчик, соблюдающий правила и играющий со своими друзьями.

## Медиа

### Манга
Написана и проиллюстрирована Асато Мидзу и публиковалась в журнале Shōnen Jump+ с 29 января 2017 года по 30 апреля 2023 года. Семнадцать танкобонов были изданы с августа 2017 по август 2023 год.
| №  | Дата публикации     | ISBN                   |
| -- | ------------------- | ---------------------- |
| 1  | 4 августа 2017 года | ISBN 978-4-08-881090-4 |
| 2  | 4 декабря 2017 года | ISBN 978-4-08-881301-1 |
| 3  | 4 апреля 2018 года  | ISBN 978-4-08-881396-7 |
| 4  | 4 июля 2018 года    | ISBN 978-4-08-881525-1 |
| 5  | 2 ноября 2018 года  | ISBN 978-4-08-881635-7 |
| 6  | 4 апреля 2019 года  | ISBN 978-4-08-881805-4 |
| 7  | 2 августа 2019 года | ISBN 978-4-08-882023-1 |
| 8  | 4 января 2020 года  | ISBN 978-4-08-882181-8 |
| 9  | 13 мая 2020 года    | ISBN 978-4-08-882287-7 |
| 10 | 2 октября 2020 года | ISBN 978-4-08-882434-5 |
| 11 | 4 марта 2021 года   | ISBN 978-4-08-882563-2 |
| 12 | 4 августа 2021 года | ISBN 978-4-08-882737-7 |
| 13 | 4 апреля 2022 года  | ISBN 978-4-08-883075-9 |
| 14 | 3 июня 2022 года    | ISBN 978-4-08-883124-4 |
| 15 | 4 октября 2022 года | ISBN 978-4-08-883276-0 |
| 16 | 4 апреля 2023 года  | ISBN 978-4-08-883466-5 |
| 17 | 4 августа 2023 года | ISBN 978-4-08-883611-9 |

### Аниме
Анонс аниме-сериала был состоялся 31 июля 2021 года. Сериал был создан студией Felix Film, режиссёром стал Томоэ Макино с Ясутака Ямамото в роли «chief director». Такао Ёсиока — компоновка серий, Юко Яхиро — дизайн персонажей, а Сатору Косаки и Monaca написали музыку. Трансляция эпизодов проводилась со 2 апреля по 18 июня 2022 года в программном аниме-блоке Animeism на телеканалах MBS, TBS TV и BS-TBS. Открывающая песня "Hanarenai Kyori" (яп. はなれない距離, "Inseparable Distance") исполнена TrySail. Закрывающая песня "Kyorikan" (яп. キョリ感, "A Sense of Distance") исполнена HaKoniwalily. Американская компания Crunchyroll лицензировала серию.
Второй сезон был анонсирован 4 августа 2024 года, все актёры основного состава вернутся к своим ролям.
11 апреля 2022 года Crunchyroll анонсировала, что эпизоды получили английский дубляж, премьера которого состоялась 15 апреля.

#### Список эпизодов
| №  | Название                                                                                     | Режиссёр                  | Автор сценария | Раскадровка                   | Дата премьеры  |
| -- | -------------------------------------------------------------------------------------------- | ------------------------- | -------------- | ----------------------------- | -------------- |
| 1  | «Не слишком близко?» транслит..: «Chika Sugi ja ne?» (ориг..: 近すぎじゃね？)                | Томоэ Макино              | Такао Ёсиока   | Томоэ Макино                  | 2 апреля 2022  |
| 2  | «Не следят ли за нами?» транслит..: «Tsukerareterun ja ne?» (ориг..: つけられてるんじゃね？) | Сё Хамада                 | Аюму Хисао     | Саори Ямамото                 | 9 апреля 2022  |
| 3  | «Пересадка, что-ли?» транслит..: «Sekigae ja ne?» (ориг..: 席替えじゃね？)                   | Кен Андо                  | Коцукоцу       | Ёсихиро Такамото              | 16 апреля 2022 |
| 4  | «Не слишком ли затягивает?» транслит..: «Hamari Sugi ja ne?» (ориг..: ハマりすぎじゃね？)    | Масахито Отани            | Такао Ёсиока   | Хацуки Цудзи                  | 23 апреля 2022 |
| 5  | «Не слишко ли растолстел?» транслит..: «Futori Sugi ja ne?» (ориг..: 太りすぎじゃね？)       | Ёсихиса Иида              | Аюму Хисао     | Ёсихиса Иида                  | 30 апреля 2022 |
| 6  | «Не слишком ли сильная?» транслит..: «Tsuyo Sugi ja ne?» (ориг..: 強すぎじゃね？)            | Таканори Яно              | Коцукоцу       | Хирохидэ Сикисима             | 7 мая 2022     |
| 7  | «Прямо искусство, да?» транслит..: «Geijutsu ja ne?» (ориг..: 芸術じゃね？)                  | Юта Такамура              | Такао Ёсиока   | Саори Ямамото                 | 14 мая 2022    |
| 8  | «Летний фестиваль, что ли?» транслит..: «Natsumatsuri ja ne?» (ориг..: 夏祭りじゃね？)       | Кен Андо                  | Аюму Хисао     | Томоэ Макино                  | 21 мая 2022    |
| 9  | «Не простуда ли?» транслит..: «Kaze ja ne?» (ориг..: 風邪じゃね？)                           | Сусуму Ямамото            | Коцукоцу       | Ёсихиро Такамото              | 28 мая 2022    |
| 10 | «На природе, что ли?» транслит..: «Kyanpu ja ne?» (ориг..: キャンプじゃね？)                 | Томоэ Макино Таканори Яно | Такао Ёсиока   | Ясутака Ямамото Саори Ямамото | 4 июня 2022    |
| 11 | «Снег, что ли?» транслит..: «Yuki ja ne?» (ориг..: 雪じゃね？)                               | Хироси Тамада             | Коцукоцу       | Ёсихиса Иида                  | 11 июня 2022   |
| 12 | «Поединок, что ли?» транслит..: «Hatashiai ja ne?» (ориг..: 果たし合いじゃね？)              | Наоки Мурата Томоэ Макино | Такао Ёсиока   | Томоэ Макино                  | 18 июня 2022   |

## Заметки
1. ↑  Записан как Chief Director (яп. 総監督 Sō Kantoku).
2. ↑  Премьера на телеканалах MBS и TBS состоялась 1 апреля 2022 года в 26:25, что фактически 2:25 ночи JST 2 апреля.
3. 1 2 3  Информация взята из заключительных титров каждого эпизода.
4. ↑  Этот эпизод транслировался в 2:40 ночи по времени JST, Через 15 минут после первоначального эфира.